# Circondario del Westerwald
Il circondario del Westerwald (in tedesco Westerwaldkreis, targa WW) è un circondario (Landkreis) della Renania-Palatinato, in Germania.
Comprende 9 città e 183 comuni; capoluogo e centro maggiore è Montabaur.

## Geografia antropica

### Comunità amministrative (Verbandsgemeinde)
- Verbandsgemeinde Bad Marienberg (Westerwald), con i comuni:

1. Bad Marienberg, città * (6 137)
2. Bölsberg (216)
3. Dreisbach (541)
4. Fehl-Ritzhausen (753)
5. Großseifen (612)
6. Hahn bei Marienberg (450)
7. Hardt (465)
8. Hof (1 200)
9. Kirburg (579)
10. Langenbach bei Kirburg (1 062)
11. Lautzenbrücken (448)
12. Mörlen (521)
13. Neunkhausen (1 019)
14. Nisterau (820)
15. Nistertal (1 177)
16. Norken (940)
17. Stockhausen-Illfurth (420)
18. Unnau (1 964)

- Verbandsgemeinde Hachenburg, con i comuni:

1. Alpenrod (1 599)
2. Astert (245)
3. Atzelgift (622)
4. Borod (497)
5. Dreifelden (254)
6. Gehlert (609)
7. Giesenhausen (325)
8. Hachenburg, città * (6 175)
9. Hattert (1 754)
10. Heimborn (273)
11. Heuzert (114)
12. Höchstenbach (700)
13. Kroppach (691)
14. Kundert (246)
15. Limbach (404)
16. Linden (140)
17. Lochum (322)
18. Luckenbach (667)
19. Marzhausen (263)
20. Merkelbach (413)
21. Mörsbach (414)
22. Mudenbach (725)
23. Mündersbach (780)
24. Müschenbach (966)
25. Nister (1 050)
26. Roßbach (820)
27. Steinebach an der Wied (829)
28. Stein-Wingert (224)
29. Streithausen (498)
30. Wahlrod (870)
31. Welkenbach (142)
32. Wied (475)
33. Winkelbach (242)

- Verbandsgemeinde Höhr-Grenzhausen, con i comuni:

1. Hilgert (1 514)
2. Hillscheid (2 430)
3. Höhr-Grenzhausen (città) (9 368)
4. Kammerforst (240)

- Verbandsgemeinde Montabaur, con i comuni:

1. Boden (609) |# Montabaur
2. Daubach (477)
3. Eitelborn (2 443)
4. Gackenbach (538)
5. Girod (1 206)
6. Görgeshausen (890)
7. Großholbach (985)
8. Heilberscheid (643)
9. Heiligenroth (1 407)
10. Holler (1 000)
11. Horbach (690)
12. Hübingen (524)
13. Kadenbach (1 330)
14. Montabaur, Stadt * (14 391)
15. Nentershausen (2 062)
16. Neuhäusel (2 044)
17. Niederelbert (1 716)
18. Niedererbach (1 027)
19. Nomborn (714)
20. Oberelbert (1 163)
21. Ruppach-Goldhausen (1 245)
22. Simmern (1 511)
23. Stahlhofen (741)
24. Untershausen (501)
25. Welschneudorf (964)

- Verbandsgemeinde Ransbach-Baumbach, con i comuni:

1. Alsbach (642)
2. Breitenau (705)
3. Caan (697)
4. Deesen (719)
5. Hundsdorf (436)
6. Nauort (2 272)
7. Oberhaid (377)
8. Ransbach-Baumbach, città * (7 959)
9. Sessenbach (512)
10. Wirscheid (343)
11. Wittgert (633)

- Verbandsgemeinde Rennerod, con i comuni:

1. Bretthausen (203)
2. Elsoff (Westerwald) (937)
3. Hellenhahn-Schellenberg (1 244)
4. Homberg (Westerwald) (181)
5. Hüblingen (307)
6. Irmtraut (769)
7. Liebenscheid (828)
8. Neunkirchen (Westerwald) (535)
9. Neustadt/ Westerwald (570)
10. Niederroßbach (670)
11. Nister-Möhrendorf (288)
12. Oberrod (617)
13. Oberroßbach (355)
14. Rehe (972)
15. Rennerod, Stadt * (4 435)
16. Salzburg (216)
17. Seck (1 161)
18. Stein-Neukirch (441)
19. Waigandshain (214)
20. Waldmühlen (324)
21. Westernohe (919)
22. Willingen (Renania-Palatinato) (272)
23. Zehnhausen bei Rennerod (400)

- Verbandsgemeinde Selters (Westerwald), con i comuni:

1. Ellenhausen (311)
2. Ewighausen (228)
3. Freilingen (679)
4. Freirachdorf (694)
5. Goddert (444)
6. Hartenfels (771)
7. Herschbach (2 879)
8. Krümmel (299)
9. Marienrachdorf (997)
10. Maroth (235)
11. Maxsain (1 061)
12. Nordhofen (535)
13. Quirnbach (483)
14. Rückeroth (483)
15. Schenkelberg (653)
16. Selters (Westerwald), città * (2 876)
17. Sessenhausen (866)
18. Steinen (238)
19. Vielbach (514)
20. Weidenhahn (578)
21. Wölferlingen (488)

- Verbandsgemeinde Wallmerod, con i comuni:

1. Arnshöfen (169)
2. Berod bei Wallmerod (538)
3. Bilkheim (477)
4. Dreikirchen (1 031)
5. Elbingen (333)
6. Ettinghausen (336)
7. Hahn am See (391)
8. Herschbach (Oberwesterwald) (911)
9. Hundsangen (2 004)
10. Kuhnhöfen (156)
11. Mähren (213)
12. Meudt (1 918)
13. Molsberg (464)
14. Niederahr (816)
15. Oberahr (564)
16. Obererbach (497)
17. Salz (878)
18. Steinefrenz (794)
19. Wallmerod * (1 457)
20. Weroth (563)
21. Zehnhausen bei Wallmerod (188)

- Verbandsgemeinde Westerburg, con i comuni:

1. Ailertchen (630)
2. Bellingen (622)
3. Berzhahn (487)
4. Brandscheid (470)
5. Enspel (276)
6. Gemünden (980)
7. Girkenroth (605)
8. Guckheim (965)
9. Halbs (365)
10. Härtlingen (377)
11. Hergenroth (442)
12. Höhn (3 066)
13. Kaden (565)
14. Kölbingen (987)
15. Langenhahn (1 388)
16. Pottum (1 022)
17. Rotenhain (484)
18. Rothenbach (908)
19. Stahlhofen am Wiesensee (371)
20. Stockum-Püschen (630)
21. Weltersburg (327)
22. Westerburg, Stadt * (5 749)
23. Willmenrod (633)
24. Winnen (506)

- Verbandsgemeinde Wirges, con i comuni:

1. Bannberscheid (671)
2. Dernbach (Westerwald) (2 486)
3. Ebernhahn (1 222)
4. Helferskirchen (1 198)
5. Leuterod (847)
6. Mogendorf (1 342)
7. Moschheim (750)
8. Niedersayn (174)
9. Ötzingen (1 371)
10. Siershahn (2 911)
11. Staudt (1 271)
12. Wirges, città * (5 525)